# Larentia lophogramma
Larentia lophogramma är en fjärilsart som beskrevs av Edward Meyrick 1897. Larentia lophogramma ingår i släktet Larentia och familjen mätare. Inga underarter finns listade i Catalogue of Life.